# Declaração Balfour de 1926

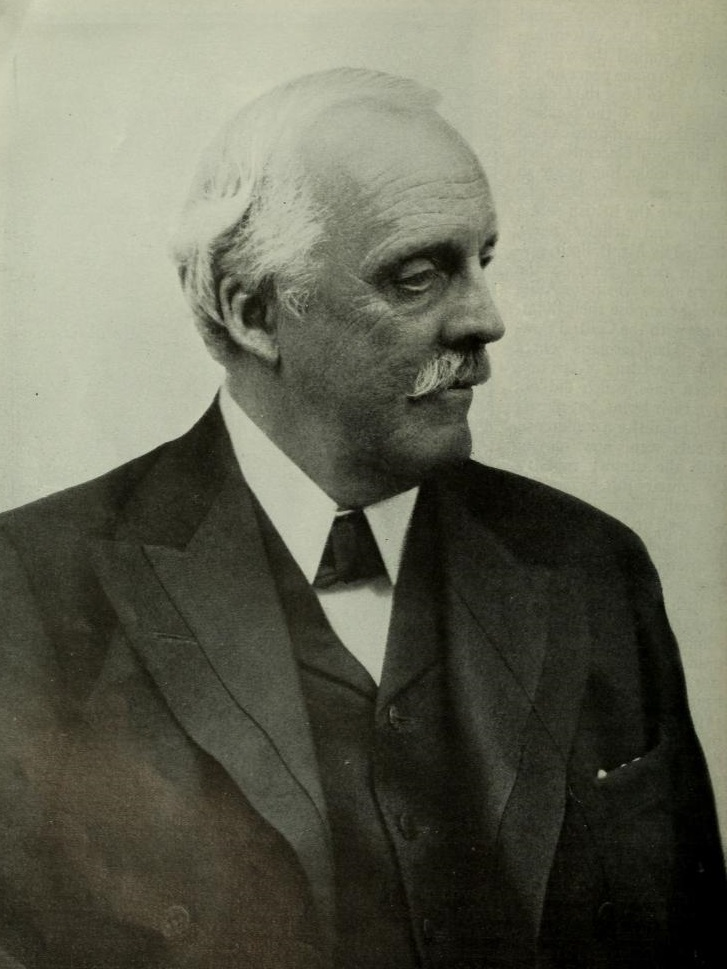
Arthur Balfour, 1. Conde de Balfour (1922)

A Declaração Balfour de 1926 foi um documento aprovado em 15 de novembro de 1926, durante a conferência  imperial britânica, presidida pelo primeiro-ministro britânico Arthur Balfour. A declaração reconheceu a independência e a  total  soberania  dos  domínios   britânicos - Canadá, Austrália, Nova Zelândia, África do Sul, Estado Livre da Irlanda e Domínio da Terra Nova - em relação ao Reino Unido.
A declaração proclama que o Reino Unido e os domínios são comunidades autônomas dentro do Império Britânico, com igual estatuto, sem qualquer relação de subordinação entre si,  sob nenhum aspecto dos seus assuntos internos ou externos, mas unidas por sua fidelidade comum à Coroa, livremente associadas como membros da Comunidade Britânica das Nações. A declaração tornou oficial uma situação preexistente de facto, já que os domínios já tinham, na prática, adquirido sua independência.
A declaração também modificou o papel dos    governadores-gerais, que não mais seriam os representantes do governo imperial britânico  em cada um dos domínios mas os representantes da Coroa. Isto significou oficialmente o fim da ingerência do governo britânico no governo dos domínios. Assim, em 1928, o Reino Unido nomeou o primeiro Alto Comissário para o Canadá, extinguindo efetivamente o papel diplomático do governador-geral como enviado do governo britânico.  Os regulamentos da Declaração Balfour foram reafirmados em 1930 e incorporados ao Estatuto de Westminster, em 1931.

## Ligação externa
- (em inglês) Texto daa declaração Balfour de 1926